# Schinzinia
Schinzinia pustulosa — вид грибів, що належить до монотипового роду  Schinzinia.